# 砾石杜鹃
砾石杜鹃（学名：Rhododendron comisteum）为杜鹃花科杜鹃花属下的一个种。

## 扩展阅读
- 維基物種上的相關：砾石杜鹃